# Арматоли

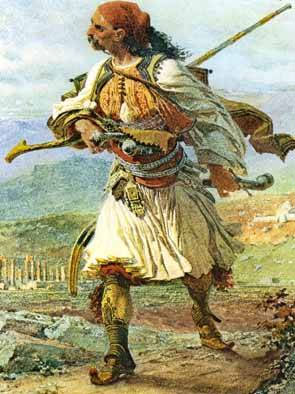
Арматол

Арматоли (грец. Αρματολοί) — загони внутрішньої варти в поневоленій турками Греції, які перебували на службі у турецького уряду.
Виникли наприкінці 17 століття, виділилися з селянських партизанських загонів — клефтів, які були легалізовані турецьким урядом. Командири (капітани) загонів арматолів відповідали за безпеку торгових шляхів у певному районі — арматолуці (на початку 19 століття цих арматолуків було 19), населення якого сплачувало їм платню за службу.
Конфлікти арматолів із місцевою турецькою владою призводили до перетворення арматолів на клефтів. Арматоли брали участь у грецькому національно-визвольному повстанні 1821-1829. Після визволення Греції від турецького панування частина арматолів увійшла до складу її збройних сил.